# جوني واتس
جوني واتس (بالإنجليزية: Johnny Watts)‏ هو لاعب كرة قدم بريطاني في مركز نصف الجناح، ولد في 13 أبريل 1931 في برمنغهام في المملكة المتحدة، وتوفي في 1 مارس 2006 في Brownhills ‏ في المملكة المتحدة. لعب مع برمنغهام سيتي.